# Ermelo (Mondim de Basto)
Pour les articles homonymes, voir Ermelo.
Ermelo est une ancienne paroisse civile portugaise (en portugais : freguesia) de la municipalité de Mondim de Basto dans le district de Vila Real.
La loi no 11-A/2013 du 28 janvier 2013, portant réorganisation administrative du territoire des freguesias, fusionne Ermelo avec la paroisse voisine de Pardelhas pour former l’União das freguesias de Ermelo e Pardelhas (dont le siège est à Ermelo).